# Alta Semita
De Alta Semita was een straat in het oude Rome.
De Alta Semita was een zeer oude weg, waar in de prehistorie al de zouthandelaren uit het Italische binnenland over kwamen die bij het Tibereiland de Tiber wilden oversteken. De weg liep over de Quirinaal. Hij begon bij de Porta Collina, waar hij aansloot op de Via Salaria, en liep in een rechte lijn naar de antieke tempel die bij het huidige Piazza del Quirinale stond. Het was de belangrijkste straat in dit deel van Rome en gaf daarom zijn naam aan het zesde district van Augustus. Aan de Alta Semita lagen belangrijke monumenten als de Tempel van Quirinus, de Thermen van Diocletianus, de Thermen van Constantijn en de Castra Praetoria.
De herkomst van de naam is onduidelijk, maar een semita is een soort voetpad. De weg bestaat nog steeds. Tegenwoordig liggen de Via del Quirinale en de Via Venti Settembre op zijn route. 